# Cincinnati Bengals 1990
La stagione 1990 dei Cincinnati Bengals è stata la 21ª della franchigia nella National Football League, la 23ª complessiva. La squadra vinse la division per la seconda volta nelle ultime tre stagioni.
I Bengals ebbero un record finale di 9–7 e raggiunsero i playoff, battendo gli Oilers nel turno delle wild card ma perdendo contro i Raiders nel turno successivo. Cincinnati non avrebbe più raggiunto i playoff fino al 2005 e non vi avrebbe più vinto una partita fino al 2021, con una striscia di otto sconfitte consecutive, la più lunga della storia della NFL assieme ai Detroit Lions. 

## Roster
| Roster dei Cincinnati Bengals nel 1990 |
| --- |
| Quarterback - 7 Boomer Esiason - 10 Todd Philcox - 4 Erik Wilhelm Running Back - 42 Eric Ball KR - 21 James Brooks - 28 Harold Green - 36 Stanford Jennings KR - 30 Ickey Woods FB Wide Receiver - 86 Mike Barber - 81 Eddie Brown - 80 Lynn James - 85 Tim McGee Tight End - 82 Rodney Holman - 84 Eric Kattus - 87 Jim Riggs Offensive Linemen - 60 Mike Brennan T - 68 Paul Jetton G/C - 64 Bruce Kozerski C - 73 Ken Moyer G - 78 Anthony Muñoz T - 75 Bruce Reimers G - 76 Kirk Scrafford T - 63 Joe Walter T Defensive Linemen - 99 Jason Buck DE - 98 David Grant DE - 71 Mike Hammerstein NT - 69 Tim Krumrie NT - 72 Skip McClendon DE - 96 Natu Tuatagaloa DE Linebacker - 53 Leo Barker OLB - 55 Ed Brady ILB - 57 Bernard Clark ILB - 50 James Francis OLB - 52 Craig Ogletree OLB - 59 Kevin Walker ILB - 51 Leon White OLB - 91 Carl Zander ILB Defensive Back - 24 Lewis Billups CB - 27 Barney Bussey FS/SS - 45 Carl Carter CB - 33 David Fulcher SS - 25 Rod Jones CB - 32 Mitchell Price CB/KR/PR - 22 Eric Thomas CB - 41 Solomon Wilcots FS Special Team - 3 Jim Breech K - 11 Lee Johnson P Lista delle riserve - 74 Brian Blados G (IR) - 29 Rickey Dixon FS (IR) - 88 Reggie Rembert WR (IR) - 83 Kendal Smith WR (IR) - 20 Craig Taylor RB (IR) |
| Legenda - I rookie sono in corsivo. - Il primo ruolo è il principale mentre gli eventuali successivi indicano i ruoli secondari. - (IR) sta per Injured Reserve ed indica la lista ristretta per un solo giocatore infortunato che può tornare ad allenarsi dopo la settimana 6 e a rientrare in prima squadra dopo che questa ha giocato 8 partite. - (NF-Inj.) / (NF-Ill.) stanno rispettivamente per Non-Football Injured e Non-Football Illness ed indicano le liste dove viene inserito un giocatore che ha un infortunio o una malattia non dipendente dal football americano. - (PUP) sta per Physically Unable to Perform ed indica la lista dove viene inserito un giocatore mentre è in attesa di recuperare la condizione fisica. Nella stagione regolare dopo la sesta partita giocata dalla propria squadra, il giocatore ha tempo tre settimane per riprendere ad allenarsi, più tre settimane aggiuntive dal suo rientro agli allenamenti per rientrare in prima squadra. |

## Calendario
| Stagione regolare |                    |                        |                    |                    |                               |                    |                    |
| Turno             | Data               | Avversario             | Risultato          | Record             | Pubblico                      | Sintesi            |                    |
| 1                 | 9 settembre        | New York Jets          | V 25–20            | 1–0                | Riverfront Stadium            | Recap              |                    |
| 2                 | 16 settembre       | at San Diego Chargers  | V 21–16            | 2–0                | Jack Murphy Stadium           | Recap              |                    |
| 3                 | 23 settembre       | New England Patriots   | V 41–7             | 3–0                | Riverfront Stadium            | Recap              |                    |
| 4                 | 1 ottobre          | at Seattle Seahawks    | S 16–31            | 3–1                | Kingdome                      | Recap              |                    |
| 5                 | 7 ottobre          | at Los Angeles Rams    | V 34–31 (dts)      | 4–1                | Anaheim Stadium               | Recap              |                    |
| 6                 | 14 ottobre         | at Houston Oilers      | S 17–48            | 4–2                | Astrodome                     | Recap              |                    |
| 7                 | 22 ottobre         | at Cleveland Browns    | V 34–13            | 5–2                | Cleveland Stadium             | Recap              |                    |
| 8                 | 28 ottobre         | at Atlanta Falcons     | S 17–38            | 5–3                | Atlanta–Fulton County Stadium | Recap              |                    |
| 9                 | 4 novembre         | New Orleans Saints     | S 7–21             | 5–4                | Riverfront Stadium            | Recap              |                    |
| 10                | Settimana di pausa | Settimana di pausa     | Settimana di pausa | Settimana di pausa | Settimana di pausa            | Settimana di pausa | Settimana di pausa |
| 11                | 18 novembre        | Pittsburgh Steelers    | V 27–3             | 6–4                | Riverfront Stadium            | Recap              |                    |
| 12                | 25 novembre        | Indianapolis Colts     | S 20–34            | 6–5                | Riverfront Stadium            | Recap              |                    |
| 13                | 2 dicembre         | at Pittsburgh Steelers | V 16–12            | 7–5                | Three Rivers Stadium          | Recap              |                    |
| 14                | 9 dicembre         | San Francisco 49ers    | S 17–20 (dts)      | 7–6                | Riverfront Stadium            | Recap              |                    |
| 15                | 16 dicembre        | at Los Angeles Raiders | S 7–24             | 7–7                | Los Angeles Memorial Coliseum | Recap              |                    |
| 16                | 23 dicembre        | Houston Oilers         | V 40–20            | 8–7                | Riverfront Stadium            | Recap              |                    |
| 17                | 30 dicembre        | Cleveland Browns       | V 21–14            | 9–7                | Riverfront Stadium            | Recap              |                    |

Note
- Gli avversari della propria division sono in grassetto.

### Playoff
| Playoff    |                 |                            |           |        |                               |          |
| Turno      | Data            | Avversario                 | Risultato | Record | Stadio                        | Pubblico |
| Wildcard   | 6 gennaio 1991  | Houston Oilers (6)         | V 41–14   | 1–0    | Riverfront Stadium            | 60,012   |
| Divisional | 13 gennaio 1991 | at Los Angeles Raiders (2) | S 10–20   | 1–1    | Los Angeles Memorial Coliseum | 92,045   |

## Classifiche
| AFC Central Division   |   |    |   |      |     |      |     |     |     |
|                        | V | S  | P | %    | DIV | CONF | PF  | PS  | STR |
| (3) Cincinnati Bengals | 9 | 7  | 0 | .563 | 5–1 | 8–4  | 360 | 352 | V2  |
| (6) Houston Oilers     | 9 | 7  | 0 | .563 | 4–2 | 8–4  | 405 | 307 | V1  |
| Pittsburgh Steelers    | 9 | 7  | 0 | .563 | 2–4 | 6–6  | 292 | 240 | S1  |
| Cleveland Browns       | 3 | 13 | 0 | .188 | 1–5 | 2–10 | 228 | 462 | S2  |